# Ipitá
Ipitá ist eine Ortschaft im Departamento Santa Cruz im südamerikanischen Anden-Staat Bolivien.

## Lage im Nahraum
Ipitá ist zentraler Ort des Kanton Ipitá im Landkreis (bolivianisch: Municipio) Gutiérrez in der Provinz Cordillera. Die Ortschaft liegt auf einer Höhe von 923 m an einem der östlichen Vorgebirge der bolivianischen Cordillera Oriental, das sich östlich der Ortschaft in nord-südlicher Richtung bis auf 1500 m Höhe erhebt.

## Geographie
Ipitá liegt im Bereich des tropischen Klimas, die sechsmonatige Feuchtezeit reicht von November bis April und die Trockenzeit von Mai bis Oktober.
Die Jahresdurchschnittstemperatur beträgt 23 °C (siehe Klimadiagramm Gutiérrez), mit 18 °C von Juni bis Juli und 25 °C von Oktober bis Februar. Der Jahresniederschlag beträgt knapp 750 mm, feuchteste Monate sind Januar und Februar mit 135 mm und trockenste Monate Juli und August mit knapp 10 mm.

## Verkehrsnetz
Ipitá liegt in einer Entfernung von 205 Straßenkilometern südlich von Santa Cruz, der Hauptstadt des gleichnamigen Departamentos.
Von Santa Cruz führt die asphaltierte Fernstraße Ruta 9 in südlicher Richtung über Cabezas nach Ipitá und weiter über Villamontes nach Yacuiba an der bolivianischen Grenze zu Argentinien.
In Ipitá zweigt die unbefestigte Ruta 22 in nördlicher Richtung von der Ruta 9 ab und führt über 250 Kilometer auf dem Weg über Masicurí und Vallegrande nach Mataral in der Provinz Florida.  

## Bevölkerung
Die Einwohnerzahl der Ortschaft ist in den vergangenen beiden Jahrzehnten um etwa ein Fünftel zurückgegangen:
| Jahr | Einwohner | Quelle       |
| ---- | --------- | ------------ |
| 1992 | 441       | Volkszählung |
| 2001 | 374       | Volkszählung |
| 2012 | 362       | Volkszählung |

Die Region weist einen hohen Anteil an Guaraní-Bevölkerung auf, im Municipio Gutiérrez sprechen 77,3 Prozent der Bevölkerung die Guaraní-Sprache.